# Moneta del sogno
Moneta del sogno è un romanzo di Marguerite Yourcenar, pubblicato per la prima volta nel 1934. Nel 1959, l'autrice diede alle stampe una revisione del libro. L'opera è stata tradotta in 15 lingue, tra le quali il giapponese, il coreano e il turco.

## Tema
Appena diciannovenne, durante il suo primo viaggio in Italia nel 1922, Marguerite Yourcenar soggiornò a Roma, avendo modo di assistere alla marcia su Roma dei fascisti il 28 ottobre. Ebbe così modo di assimilare, oltre agli aspetti peculiari della capitale, anche l'evolversi del clima politico, e gli eventi che portarono Mussolini al potere. Il fenomeno fascista le appare grottesco: una mistura di rude abuso della forza, la pervasiva e piatta demagogia propagandista, l'atmosfera di viltà e arbitrio, che avrebbero poi portato all'instaurazione del Regime tirannico.
Fu questa l'esperienza da cui scaturì il romanzo Moneta del sogno, pubblicato in Francia nel 1934. Insoddisfatta del risultato, a distanza di venticinque anni, l'autrice volle ritornare sul testo, che riscrisse, modificando le parti considerate poco incisive. Alla nuova edizione, l'autrice appose anche una prefazione. Da allora, il testo dell'edizione riveduta è l'unico pubblicato

## Trama
Il romanzo è ambientato a Roma in un giorno del 1933: è previsto un discorso pubblico del dittatore Benito Mussolini. Attraverso una moneta d’argento da 10 lire che passa di mano in mano, vengono narrate nove storie che si intrecciano con altrettante narrazioni. Come in una messinscena teatrale, i personaggi - di cui Roma è il palcoscenico - vivono le loro storie, ripensando ai momenti più importanti delle proprie vite.
Una donna, Marcella Ardeati, organizza un attentato al dittatore, ma il suo è un gesto individuale, non supportato da nessuno. Sposata a un illustre medico, Alessandro Sarte, è amica di un giovane rivoluzionario di origine russa, Massimo Jakovlev, adirata per la morte di un altro dissidente, Carlo Stevo. Nonostante tutti i tentativi di dissuaderla, Marcella compie il suo gesto e così perde la vita.
Angiola Fides (pseudonimo di Angiola Di Credo), è una giovane siciliana che ha abbandonato lo sposo (Paolo Farina) per un tenore di una compagnia lirica. Ma nessuno sa che Angiola si è data al cinema e ha avuto un grande successo come attrice. Entrata in un cinema dove stanno dando un suo film, la donna si ammira sullo schermo, ma sente crudamente la propria solitudine. Lei non riceverà la moneta, né la passerà, ma riceverà dei fiori, all'uscita dal cinema, offerti da Alessandro Sarte, che pure non l'ha riconosciuta.

## Edizioni in italiano
- M. Yourcenar, Moneta del sogno, traduzione di Oreste Del Buono, Bompiani, Milano, 1984.
- M. Yourcenar, Moneta del sogno, in Opere. Volume 1: Romanzi e racconti, Introduzione dell'autrice, cronologia, traduzione di Oreste Del Buono, Collana Classici, Bompiani, Milano, 1986-2005.
- M. Yourcenar, Moneta del sogno, nuova traduzione e cura di Stefania Ricciardi, Collana Classici contemporanei, Bompiani, Milano, 2017.